# Іван Грен (великий десантний корабель)
«Іван Грен» — російський великий десантний корабель (ВДК) проекту 11711 (англ. Ivan Gren за класифікацією НАТО),  головний корабель серії з двох кораблів, що складається на озброєнні Північного флоту в 121 бригаді десантних кораблів міста Сєвероморськ.

## Походження назви
ВДК «Іван Грен» був названий на честь віцеадмірала Грена Івана Івановича, начальника артилерії морської оборони Ленінграда, начальника Управління бойової підготовки ВМФ СРСР.

## Проектування

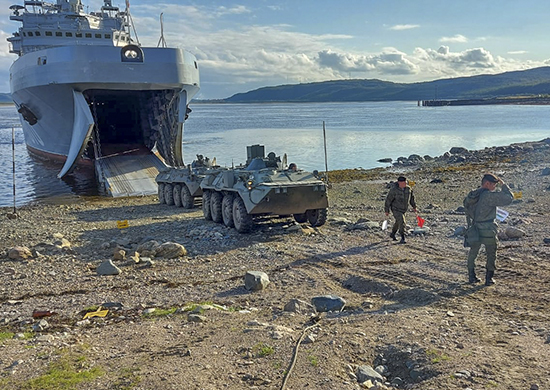
Висадка бронетехніки з борту БДК "Іван Грен"

Корабель почали проектувати по технічному завданню ВМФ ЗС Росії у 1998 році в Невському проектно-конструкторському бюро, що розташоване в місті Санкт-Петербург. Спочатку передбачалося створення корабля, що мав би невелику водотоннажність, котрий був здатний здійснювати переходи внутрішніми водними шляхами. Але потім ВМФ РФ відмовилося від цього задуму та почали проектувати його як великий десантний корабель з водотоннажністю понад 5000 тонн. За новим задумом цей корабель мав би виконувати завдання, щодо переміщення посиленого батальйону морської піхоти з технікою та висадкою його на понтонах, які б входили в до комплекту корабля. Також передбачалося базування на кораблі двох транспортно-бойових гелікоптерів Ка-29. Технічне завдання на проектування було змінено тричі, а саме проектування відбувалося 6 років. 
У жовтні 2014 року було оголошено про рішення щодо будівництва другого корабля, який отримав назву «Пётр Моргунов». При цьому планується використовувати російські компоненти замість частини імпортного обладнання.
Спочатку була запланована серія з шести кораблів, але в 2015 році було прийняте рішення про скорочення кораблів,що будуються до двух. Це рішення було ухвалено через вирішальний крок у створенні більших кораблів нового покоління, будівництво яких мало розпочатися у 2016 році. 23 квітня 2019 року відбулося закладання двох кораблів нового проекту під назвами «Владимир Андреев» та «Василий Трушин».

## Історія

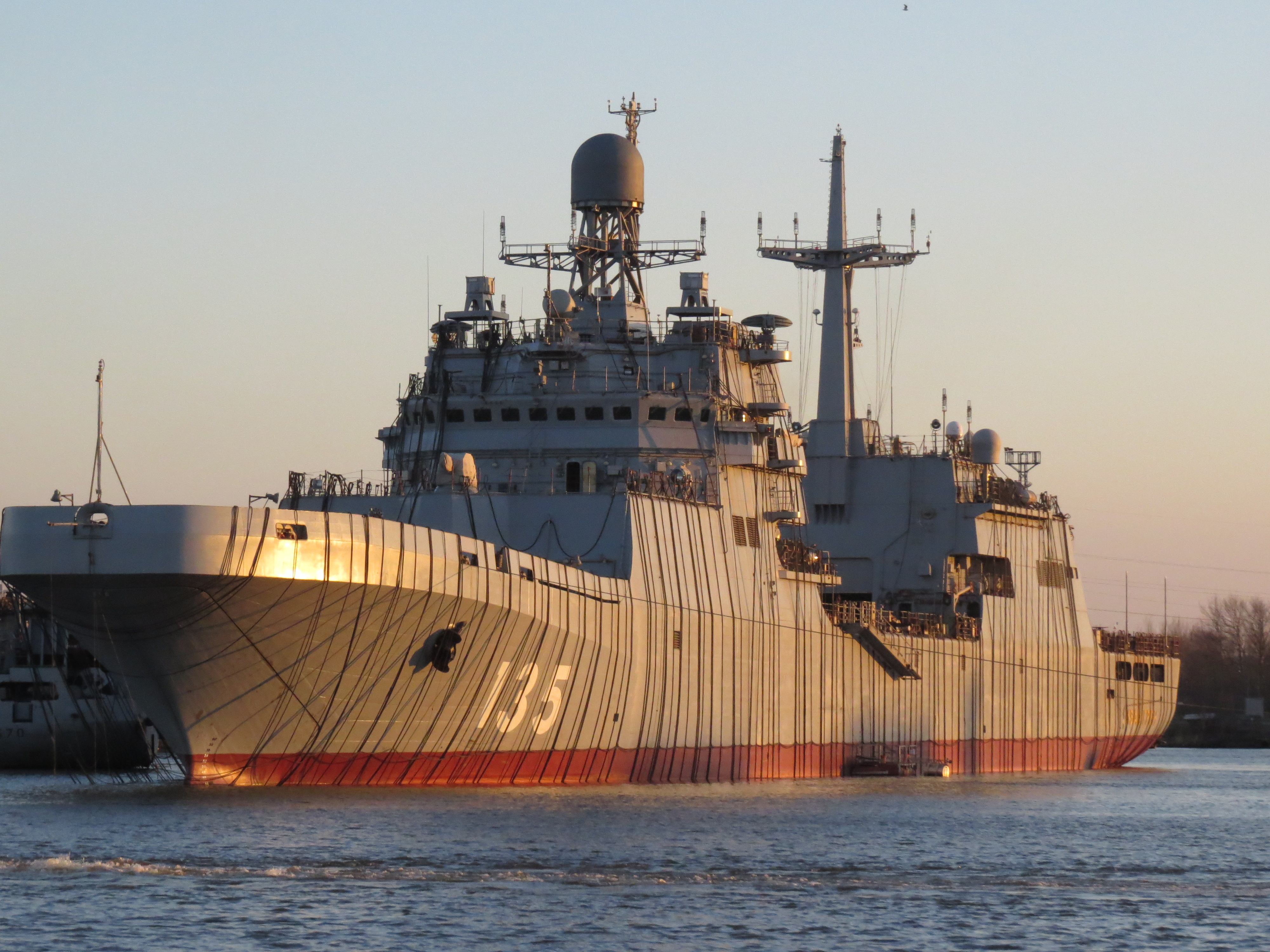
«Іван Грен» на розмагнічуванні, 17 лютого 2016 року.

Корабель був закладений в 2004 році на Прибалтійському суднобудівному заводі «Янтар». Перший спуск на воду відбувся 18 травня 2012 року. На той момент будівництво корабля було завершено приблизно на 70%.
Станом на 25 лютого 2015 року корабель продовжував будівництво на воді. Початок перших швартових випробувань спочатку було заплановано на квітень 2015 року. Але через брак фінансування, загального навантаження корабельні та нестачі професійних кадрів вони розпочалися лише 9 жовтня 2015 року. В кінці 2015 року на борт корабля прибув екіпаж. З прибуттям екіпажу був нанесений бортовий номер — 135.
19 січня 2016 року у рамках швартових випробувань «Іван Грен» був переміщений в корабельний док, де було проведено фарбування підводної частини корпусу. 4 лютого 2016 року був виведений із доку та було розпочато процес розмагнічення. Також продовжувалося випробування дизель-генераторних установок.

Заводські ходові випробування розпочалися 21 червня 2016 року. В ході цих випробувань було проведено справжню рятувальну операцію. Навесні 2017 року заводські ходові випробування були продовжені. Про завершення ходових випробувань було повідомлено в листопаді 2017 року.

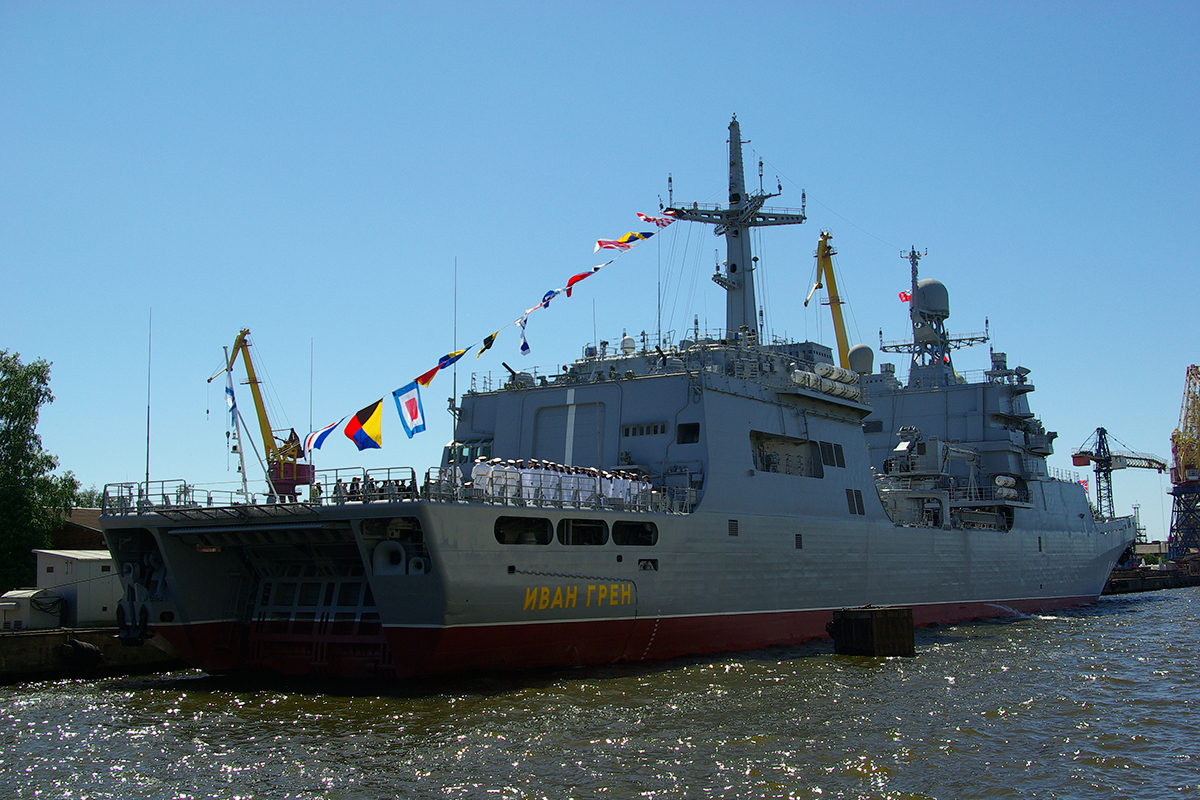
Церемонія підняття Андріївського прапора на новому БДК "Іван Грен", 2018 рік.

30 листопада 2017 року було розпочато державні випробування, але передача судна ВМФ ЗС Росії затримується у зв'язку з несправністю.
2 червня 2018 року було підписано акт про завершення державних випробувань. 20 червня 2018 року відбулися передача корабля до флоту та урочисте підняття прапора. Корабель увійшов до складу Північного флоту Росії.

## Галерея

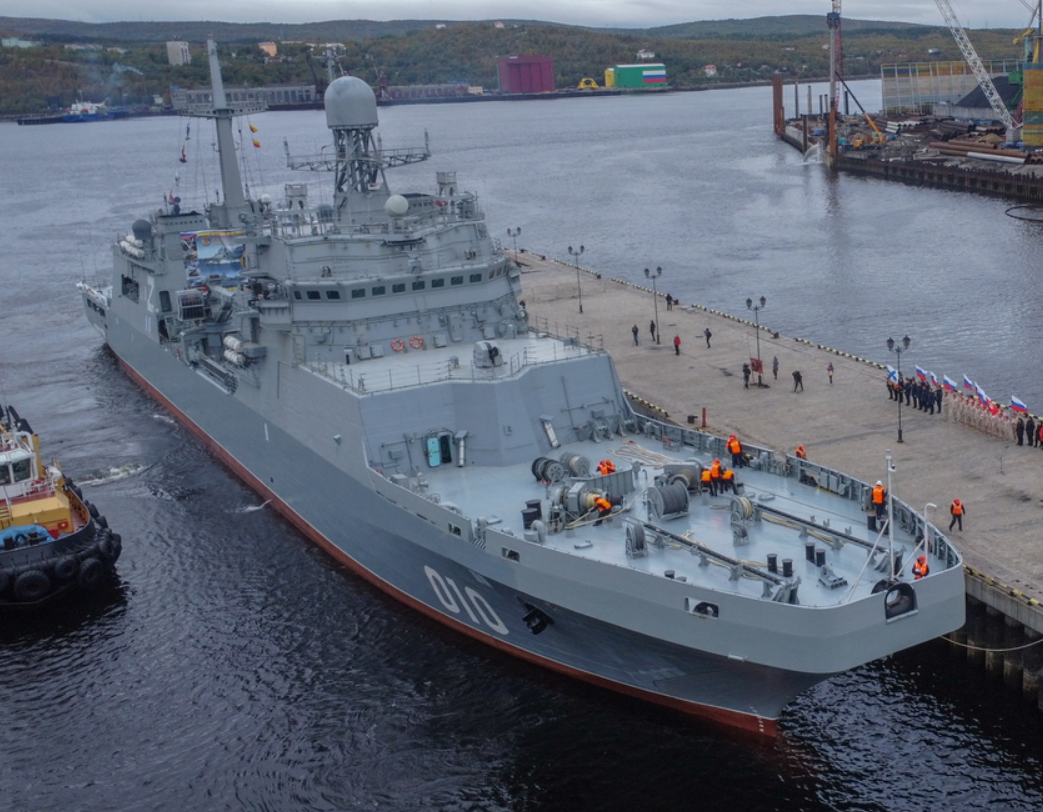
Вид з передньої частини
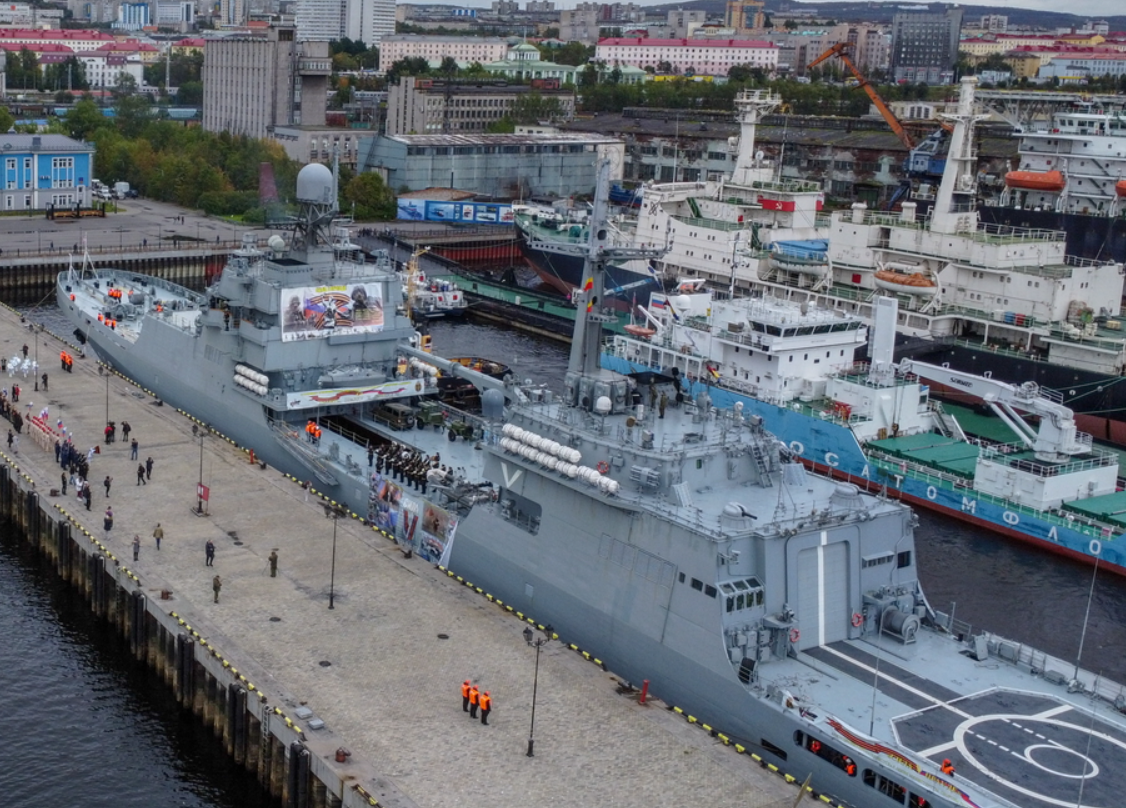
Вид з корми
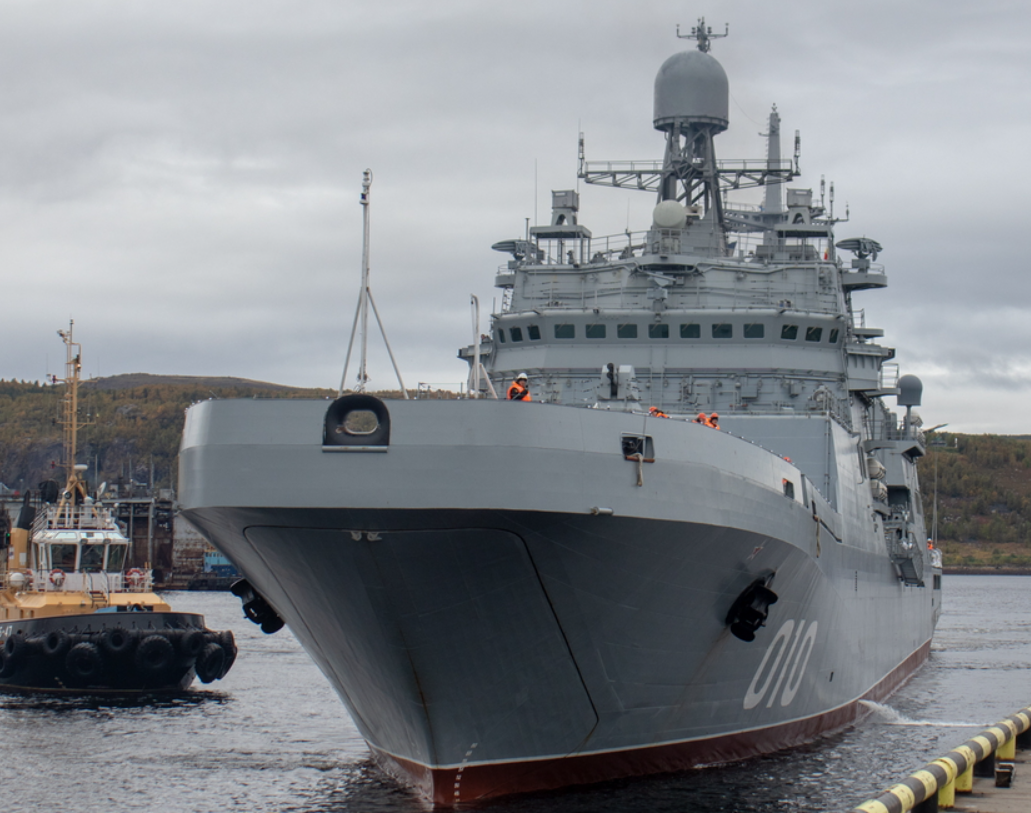
«Іван Грен» у  місті Мурманськ 8 вересня 2022 року